# Almnäs slott
Almnäs slott är en herrgård i Guldkroken i Norra Fågelås socken i Hjo kommun i Västergötland, 5 km söder om Hjo.
Herrgården är uppförd 1773–1776 för generalen greve Wolter Reinhold von Stackelberg. Den är belägen vid en vik av Vättern och omges av en park.

## Historik
Almnäs låg under medeltiden under Alvastra kloster.
Johan III bytte 1592 bort Almnäs till Axel Johansson (Natt och Dag) mot fastigheter på Öland och i Kronobergs län. Axel Johansson var sannolikt den som först byggde Almnäs till sätesgård. Sedermera tillhörde egendomen familjerna Sparre, Bielke, Horn, Ehrensten med flera. Den köptes 1859 av Gustaf Sparre, första kammarens talman, som sålde godset till Oscar Dickson.